# Newton Dias dos Santos
Newton Dias dos Santos (Rio de Janeiro, 14 de setembro de 1916 - 2 de março de 1989) foi um pioneiro entomológo brasileiro.
Foi diretor do Museu Nacional entre os anos de 1961 e 1963.

## Biografia
Ingressou no curso de história natural na recém-formada Escola de Ciências da Universidade do Distrito Federal, no Rio de Janeiro, em 1938, formando em medicina pela Faculdade Nacional de Medicina em 1940. Foi o primeiro professor a obter grau de doutor em ciências naturais pela então Faculdade Nacional de Filosofia, em 1950.
Ingressou no Museu Nacional em 1939, com o cargo de naturalista e organizou e participou de diversas excursões para coleta de plantas e animais para o museu. Estagiou no Batalhão de Guardas da 1.ª Região Militar e 1.ª Divisão de Infantaria em 1943 e tornou-se diretor do museu em 1961. Sob sua gestão, o museu aproximou-se do público e Newton foi um dos responsáveis pelo aumento significativo do acervo de insetos. Em sua posse, discursou:
| “ | O Museu Nacional não é só a Casa do povo, onde se instruem leigos, estudantes e professores, é também a Casa da Ciência onde se estimulam, se despertam e se aproveitam vocações científicas. | ” |

Também foi o responsável pela expansão de artefatos indígenas, com oitenta e nove peças das tribos asurini, apinayí e krahó. Na coleção de vertebrados fósseis foram adicionados fósseis do Ceará, em 1961 e da Paraíba em 1962, em um total aproximado de sete mil espécimens, com a colaboração do geógrafo Fausto Luiz de Souza Cunha e do geólogo Carlos de Paula Couto. Em 1950, publicou o livro que se tornaria leitura obrigatório para os professores da área de ciências, "Práticas de Ciências" e publicou mais de cem artigos sobre a família Odonata, de libélulas.
Foi professor da Universidade do Estado do Rio de Janeiro, nas áreas de zoologia e didática e professor chefe do ensino de
ciências na Escola Normal Carmela Dutra. Na década de 1950, foi um dos dirigentes do suplemento científico do Jornal A Manhã, intitulado "Ciências para todos", voltado para as práticas de ensino em ciência, no qual também foi um dos pioneiros.

## Morte
Newton Dias dos Santos morreu em 2 de março de 1989.

## Espécies de Odonatas identificadas
- Acanthagrion egleri 1961
- Aceratobasis mourei 1970
- Aeschnosoma marizae 1981
- Brechmorhoga travassosi 1946
- Chalcopteryx seabrai 1960
- Elasmothemis alcebiadesi 1945
- Elasmothemis schubarti 1945
- Epipleoneura haroldoi 1964
- Epipleoneura manauensis 1965
- Epipleoneura williamsoni 1957
- Erythrodiplax gomesi 1946
- Erythrodiplax luteofrons 1956
- Fluminagrion taxaensis 1965
- Forcepsioneura itatiaiae 1970
- Inpabasis hubelli 1961
- Inpabasis machadoi 1961
- Leptagrion aculeatum 1965
- Leptagrion acutum 1961
- Leptagrion bocainense 1979
- Leptagrion capixabae 1965
- Leptagrion dardanoi 1968
- Leptagrion garbei 1961
- Leptagrion siqueirai 1968
- Leptagrion vriesianum 1978
- Leptobasis costalimai 1957
- Leptobasis tuberculata 1961
- Macrothemis hosanai 1967
- Mesoleptobasis acuminata 1961
- Mesoleptobasis cantralli 1961
- Metaleptobasis selysii 1956
- Metaleptobasis sooretamae 1957
- Micrathyria almeidai 1945
- Micrathyria borgmeieri 1947
- Micrathyria iheringi 1946
- Micrathyria pirassunungae 1953
- Micrathyria stawiarskii 1953
- Minagrion caldensis 1965
- Minagrion cananensis 1967
- Minagrion ribeiroi 1956
- Neocordulia carloschagasi 1967
- Neocordulia luismoojeni 1967
- Nephepeltia berlai 1950
- Oligoclada borrori 1945
- Oligoclada calvertii 1951
- Peristicta gauchae 1968
- Phasmoneura ciganae 1968
- Planiplax machadoi 1949
- Roppaneura beckeri 1966
- Telagrion mourei 1970
- Telagrion ribeiroi 1962
- Ypirangathemis calvertii 1949
- Zenithoptera lanei 1941